# Eleutherodactylus portoricensis
Espèce
Statut de conservation UICN

 EN A4ae : En danger
Eleutherodactylus portoricensis est une espèce d'amphibiens de la famille des Eleutherodactylidae.

## Répartition
Cette espèce est endémique de Porto Rico. Elle se rencontre entre 273 à 1 182 m d'altitude.

## Description
Le mâle holotype mesure 36 mm.

## Étymologie
Son nom d'espèce, composé de portoric[o] et du suffixe latin -ensis, « qui vit dans, qui habite », lui a été donné en référence au lieu de sa découverte.

## Publication originale
- Schmidt, 1927 : A new tree-frog from Porto Rico. American Museum novitates, no 279, p. 1-3 (texte intégral).